# Erdélyi (Gyulafehérvári) katolikus püspökök listája
Az alábbi lista az erdélyi (gyulafehérvári) katolikus püspököket és érsekeket (a Gyulafehérvári főegyházmegye, korábban Erdélyi püspökség püspökeit és érsekeit) sorolja fel időrendben.

## Erdély püspökei (1009–1932)
| Kép                                                     | Név                                            | Hivatali idő                             | Megjegyzések                                                          |
| ------------------------------------------------------- | ---------------------------------------------- | ---------------------------------------- | --------------------------------------------------------------------- |
|                                                         | Bööl (Böld, Böd, Buldus)                       | 1009 (?) – 1046. szeptember 24.          |                                                                       |
|                                                         | Frank (Franco)                                 | 1075 – 1083 (?)                          |                                                                       |
|                                                         | Simon                                          | 1111 – 1113                              |                                                                       |
|                                                         | Villarus                                       | 1113 (?)                                 |                                                                       |
|                                                         | Felicianus                                     | 1124 – 1127                              |                                                                       |
|                                                         | Baranus                                        | 1139                                     |                                                                       |
|                                                         | Valter                                         | 1156 – 1157                              |                                                                       |
|                                                         | Vilcina                                        | 1166 – 1169                              |                                                                       |
|                                                         | Pál                                            | 1181 – 1187                              |                                                                       |
|                                                         | Adorján                                        | 1187 – 1202                              |                                                                       |
|                                                         | Péter                                          | 1203                                     |                                                                       |
|                                                         | Vilmos (Villermus)                             | 1204 – 1221                              |                                                                       |
|                                                         | Rajnald (Regináld)                             | 1222 – 1241. április 11.                 |                                                                       |
| Interregnum 1241. április 11. – 1244. június 13.        |                                                |                                          |                                                                       |
|                                                         | Artolf (Aistulf)                               | 1244. június 13. – 1245. szeptember 7.   | 1245-től győri püspök.                                                |
| Interregnum 1245. szeptember 7. – 1246. május 6.        |                                                |                                          |                                                                       |
|                                                         | Gál (Gallus)                                   | 1246. május 6. – 1270                    |                                                                       |
|                                                         | Monoszlói Péter                                | 1270 – 1307. november 27.                |                                                                       |
| Interregnum 1307. november 27. – 1309. július 24.       |                                                |                                          |                                                                       |
|                                                         | Benedek                                        | 1309. július 24. – 1319. szeptember 15.  |                                                                       |
| Interregnum 1319. szeptember 15. – 1320. július 1.      |                                                |                                          |                                                                       |
|                                                         | rimaszécsi Szécsi András                       | 1320. július 1. – 1356. március          |                                                                       |
|                                                         | rimaszécsi Szécsi Domonkos                     | 1356 – 1368                              |                                                                       |
|                                                         | Demeter                                        | 1368. június 28. – 1376. január 23.      | 1376-tól zágrábi püspök, 1378-tól esztergomi érsek.                   |
| Interregnum 1376. január 23. – 1376. május 5.           |                                                |                                          |                                                                       |
|                                                         | Goblin (Alfred fia Göbl)                       | 1376. május 5. – 1386. május             |                                                                       |
|                                                         | Ónodi Czudar Imre                              | 1386. május 28. – 1389. április 28.      |                                                                       |
| Interregnum 1389. április 28. – 1389. június 14.        |                                                |                                          |                                                                       |
|                                                         | széphelyi (Széphegyi) Knöll Péter              | 1389. június 14. – 1391. június 6.       |                                                                       |
| Interregnum 1391. június 6. – 1391. november 11.        |                                                |                                          |                                                                       |
|                                                         | Jánoki Demeter                                 | 1391. november 11. – 1395                | 1395-től veszprémi püspök.                                            |
|                                                         | Maternus                                       | 1395 – 1399. szeptember 27.              |                                                                       |
| Interregnum 1399. szeptember 27. – 1400. április 7.     |                                                |                                          |                                                                       |
|                                                         | Miklós                                         | 1400. április 7. – 1401                  |                                                                       |
|                                                         | Upori István                                   | 1401. április 16. – 1402. február 10.    |                                                                       |
|                                                         | Laki János                                     | 1402. február 10. – 1403. január 19.     |                                                                       |
|                                                         | Upori István                                   | 1403. január 19. – 1419. május 23.       |                                                                       |
| Interregnum 1419. május 23. – 1419. július 31.          |                                                |                                          |                                                                       |
|                                                         | Pálóczi György                                 | 1419. július 31. – 1423. október         | 1423-tól esztergomi érsek.                                            |
| Interregnum 1423. október – 1424. február 14.           |                                                |                                          |                                                                       |
|                                                         | Csanádi Balázs                                 | 1424. február 14. – 1427                 |                                                                       |
|                                                         | váraskeszi Lépes György                        | 1427. szeptember 24. – 1442. március 18. |                                                                       |
|                                                         | De la Bischino Máté (más néven Łabiszyni Máté) | 1442 – 1461                              |                                                                       |
|                                                         | Szapolyai Miklós                               | 1462. április 26. – 1468. november 1.    |                                                                       |
| Interregnum 1468. november 1. – 1472. december 15.      |                                                |                                          |                                                                       |
|                                                         | Veronai Gábor (Gabriele Rangone)               | 1472. december 15. – 1475. április 24.   | 1475-től egri püspök.                                                 |
| Interregnum 1475. április 24. – 1476. szeptember 25.    |                                                |                                          |                                                                       |
|                                                         | vingárdi Geréb László                          | 1476. szeptember 25. – 1501              | 1501-től kalocsai érsek.                                              |
|                                                         | Kálmáncsehi Domokos                            | 1501 – 1502                              | 1503-tól kalocsai érsek.                                              |
|                                                         | Bacskay (Bácskai, Bochkai) Miklós              | 1503 – 1504                              |                                                                       |
|                                                         | bethlenfalvi Thurzó Zsigmond                   | 1504. november 15. – 1505. február 5.    | 1505-től nagyváradi püspök.                                           |
| Interregnum 1505. február 5. – 1508                     |                                                |                                          |                                                                       |
|                                                         | Perényi Ferenc                                 | 1508 – 1514. november 19.                | 1514-től nagyváradi püspök.                                           |
|                                                         | kisvárdai Várdai Ferenc                        | 1514 – 1524                              |                                                                       |
|                                                         | felsőszelestei Gosztonyi János                 | 1524 – 1527. szeptember                  |                                                                       |
|                                                         | Statileo János                                 | 1528 – 1542. április 8.                  |                                                                       |
|                                                         | Gerendi Miklós                                 | 1528 – 1540                              |                                                                       |
| Interregnum 1540/1542 – 1551. június 12.                |                                                |                                          |                                                                       |
|                                                         | medgyesi Székely Ferenc                        | 1551. június 12. – 1553. május 26.       |                                                                       |
|                                                         | pécsi Bornemisza Pál                           | 1553. május 26. – 1556. szeptember 25.   | 1557-től nyitrai püspök.                                              |
| Interregnum 1556. szeptember 25. – 1597. május 1.       |                                                |                                          |                                                                       |
|                                                         | Naprágyi Demeter                               | 1597. május 1. – 1601. január 21.        | 1607-től veszprémi és győri püspök, 1608-tól kalocsai érsek.          |
| Interregnum 1601. január 21. – 1618. július 10.         |                                                |                                          |                                                                       |
|                                                         | csíkmadéfalvi Szentandrásy István              | 1618. július 10. – 1630. február 26.     | 1606-tól szendrői püspök, 1630-ban veszprémi püspök is.               |
| 1630. február 26. – 1631. június 7. között üres         |                                                |                                          |                                                                       |
|                                                         | Hosszútóthy László                             | 1631. június 7. – 1633. október 24.      | 1633-tól nagyváradi püspök.                                           |
| 1633. október 24. – 1634. január 17. között üres        |                                                |                                          |                                                                       |
|                                                         | Simándi István                                 | 1634. január 17. – 1652                  |                                                                       |
| 1652. – 1653. október 27. között üres                   |                                                |                                          |                                                                       |
|                                                         | Pálfalvay János                                | 1653. október 27. – 1656. február 3.     | 1656-tól nagyváradi püspök.                                           |
|                                                         | csíkszentgyörgyi Szentgyörgyi Ferenc           | 1656. február 3. – 1660. augusztus 16.   | 1660-tól váci püspök.                                                 |
|                                                         | Szegedi Ferenc Lénárd                          | 1660. augusztus 16. – 1663. január 13.   | 1663-tól váci püspök, 1669-től egri püspök.                           |
| 1663. január 13. – 1663. június 7. között üres          |                                                |                                          |                                                                       |
|                                                         | Tolnai Ferenc                                  | 1663. június 7. – 1666. szeptember 12.   |                                                                       |
| 1666. szeptember 12. – 1667. május 5. között üres       |                                                |                                          |                                                                       |
|                                                         | csíkszenttamási Szenttamási Máté               | 1667. május 5. – 1676. január 23.        |                                                                       |
| 1676. január 23. – 1676. március 29. között üres        |                                                |                                          |                                                                       |
|                                                         | Mokcsay András                                 | 1676. március 29. – 1679. február 5.     |                                                                       |
| 1679. február 5. – 1679. augusztus 21. között üres      |                                                |                                          |                                                                       |
|                                                         | Sebestyén András                               | 1679. augusztus 21. – 1683. augusztus 1. |                                                                       |
| 1683. augusztus 1. – 1685. április 15. között üres      |                                                |                                          |                                                                       |
|                                                         | Káda István                                    | 1685. április 15. – 1695. november 23.   |                                                                       |
| 1695. november 23. – 1696. január 19. között üres       |                                                |                                          |                                                                       |
|                                                         | csíkszentgyörgyi Illyés András                 | 1696. január 19. – 1712. szeptember 20.  |                                                                       |
| 1712. szeptember 20. – 1713. február 18. között üres    |                                                |                                          |                                                                       |
|                                                         | csíkkarcfalvi báró Mártonffy György            | 1713. február 18. – 1721. szeptember 5.  |                                                                       |
| 1721. szeptember 5. – 1724. március 6. között üres      |                                                |                                          |                                                                       |
|                                                         | báró Mednyánszky László                        | 1724. március 6. – 1724. március 13.     | Csak kinevezett erdélyi püspök volt.                                  |
|                                                         | csíkszentmártoni báró Antalfi János            | 1724. március 13. – 1728. június 10.     |                                                                       |
| 1728. június 10. – 1729. február 25. között üres        |                                                |                                          |                                                                       |
|                                                         | báró Sorger Gergely                            | 1729. február 25. – 1739. szeptember 16. |                                                                       |
| 1739. szeptember 16. – 1741. április 21. között üres    |                                                |                                          |                                                                       |
|                                                         | báró Klobusiczky Ferenc                        | 1741. április 21. – 1748. május 13.      | 1748-tól zágrábi püspök, 1751-től kalocsai érsek.                     |
| 1748. május 13. – 1749. április 25. között üres         |                                                |                                          |                                                                       |
|                                                         | báró Sztojka Zsigmond Antal                    | 1749. április 25. – 1759. január 8.      |                                                                       |
| 1759. január 8. – 1759. május 13. között üres           |                                                |                                          |                                                                       |
|                                                         | gróf Batthyány József                          | 1759. május 13. – 1760. május 22.        | 1760-tól kalocsai érsek, 1776-tól esztergomi érsek, 1778-tól bíboros. |
| 1760. május 22. – 1760. október 5. között üres          |                                                |                                          |                                                                       |
|                                                         | báró Bajtay Antal                              | 1760. október 5. – 1772. október 3.      |                                                                       |
|                                                         | Manzador Piusz                                 | 1772. október 3. – 1774. augusztus 30.   |                                                                       |
| 1774. augusztus 30. – 1774. október 27. között üres     |                                                |                                          |                                                                       |
|                                                         | gróf Kollonich László                          | 1774. október 27. – 1780. június 25.     | 1780-tól nagyváradi püspök, 1787-től kalocsai érsek.                  |
| 1780. június 25. – 1780. június 28. között üres         |                                                |                                          |                                                                       |
|                                                         | gróf Batthyány Ignác                           | 1780. június 28. – 1798. szeptember 17.  |                                                                       |
| 1798. szeptember 17. – 1799. március 14. között üres    |                                                |                                          |                                                                       |
|                                                         | csíkmindszenti Mártonffy József                | 1799. március 14. – 1815. március 3.     |                                                                       |
| 1815. március 3. – 1815. szeptember 25. között üres     |                                                |                                          |                                                                       |
|                                                         | Rudnay Sándor                                  | 1815. szeptember 25. – 1819. július 28.  | 1819-től esztergomi érsek, 1828-től bíboros.                          |
| 1819. július 28. – 1819. szeptember 29. között üres     |                                                |                                          |                                                                       |
|                                                         | báró Szepesy Ignác                             | 1819. szeptember 29. – 1827. május 25.   | 1827-től pécsi püspök.                                                |
|                                                         | tusnádi Kovács Miklós                          | 1827. május 26. – 1852. október 15.      |                                                                       |
|                                                         | Haynald Lajos                                  | 1852. október 15. – 1864. szeptember 12. | 1867-től kalocsai érsek, 1879-től bíboros.                            |
| 1864. szeptember 12. – 1864. szeptember 25. között üres |                                                |                                          |                                                                       |
|                                                         | Fogarasy Mihály                                | 1864. szeptember 25. – 1882. március 23. |                                                                       |
|                                                         | Lönhart Ferenc                                 | 1882. március 30. – 1897. június 28.     |                                                                       |
|                                                         | gróf Majláth Gusztáv Károly                    | 1897. június 28. – 1932. március 22.     | 1932. március 22-én az egyházmegye neve megváltozik.                  |

## Gyulafehérvári püspökök (1932–1991)
| Kép | Név                         | Hivatali idő                           | Megjegyzések                                                               |
| --- | --------------------------- | -------------------------------------- | -------------------------------------------------------------------------- |
| | gróf Majláth Gusztáv Károly | 1932. március 22. – 1938. május 28.    |                                                                            |
| | Vorbuchner Adolf            | 1938. május 28. – 1938. szeptember 10. |                                                                            |
| 1938. szeptember 10. – 1938. december 24. között üres az egyházmegyét Márton Áron igazgatja, mint apostoli kormányzó |                             |                                        |                                                                            |
| | Márton Áron                 | 1938. december 24. – 1980. április 2.  |                                                                            |
| | Jakab Antal                 | 1980. április 2. – 1990. március 14.   |                                                                            |
| | Bálint Lajos                | 1990. március 14. – 1991. augusztus 5. | 1991. augusztus 5-én II. János Pál pápa az egyházmegyét érsekséggé emelte. |

## Gyulafehérvári érsekek (1991–napjainkig)
| Kép | Név              | Hivatali idő                              | Megjegyzések                        |
| --- | ---------------- | ----------------------------------------- | ----------------------------------- |
| | Bálint Lajos     | 1991. augusztus 5. – 1993. szeptember 30. |                                     |
| 1993. szeptember 30. – 1994. április 8. között üres az egyházmegyét Jakubinyi György igazgatja, mint apostoli kormányzó |                  |                                           |                                     |
| | Jakubinyi György | 1994. április 8. – 2019. december 24.     | 1992-től örmény apostoli kormányzó. |
| 2019. december 24. – 2020. február 22. között üres az egyházmegyét Jakubinyi György igazgatja, mint apostoli kormányzó  |                  |                                           |                                     |
| | Kovács Gergely   | 2020. február 22. – napjainkig            |                                     |